# Зуа, Жак
Жак Зуа́ (фр. Jacques Zoua; род. 6 сентября 1991[…], Гаруа) — камерунский футболист, нападающий сборной Камеруна.

## Клубная карьера
Футбольную карьеру начал в 2005 году в своём родном городе Гаруа в молодёжном клубе «Котон Спорт», с которым в 2008 году подписал контракт. Через год он подписал контракт с швейцарским клубом «Базель», а свой первый матч за новый клуб он сыграл 20 ноября против «Цюриха» в матче за Кубок Швейцарии. В основном составе команды он впервые вышел 15 марта 2010 года в матче против «Люцерна».
24 июня 2013 года Зуа перешёл в «Гамбург», подписав контракт до 2016 года.

## Карьера в сборной
С 2009 года регулярно играет в молодёжной и сборной Камеруна.
В 2009 году забил три гола за молодёжную команду страны на молодёжном чемпионате Африки. Однако его команда проиграла на том турнире в финале молодёжной сборной Ганы.
Также в 2009 году был в составе команды на чемпионате мира среди молодёжных команд в Египте.

## Достижения
Базель
- Чемпион Швейцарии (4): 2009/10, 2010/11, 2011/12, 2012/13
- Кубок Швейцарии (2): 2009/10, 2011/12
- Кубок часов: 2011

Камерун
- Кубка африканских наций: 2017